# Kumaragupta III
Kumaragupta III was keizer in de nadagen van het Guptarijk. Hij volgde waarschijnlijk zijn vader Narasimhagupta op rond het jaar 535. In deze tijd was de macht van de Gupta's geslonken tot hun oorspronkelijke machtsbasis in Magadha. De teloorgang van het keizerlijke gezag komt ook tot uiting in het steeds geringere percentage goud in de munten die de keizer uitgaf. Zegels die de naam van Kumaragupta III droegen zijn gevonden in Nalanda en Bithari. Op deze zegels worden naast de naam van de keizer de namen van diens vader en grootvader (Purugupta) vermeld. Kumaragupta III werd rond 540 opgevolgd door zijn zoon Vishnugupta, die waarschijnlijk de laatste Guptakeizer was.